# 니모를 찾아서
《니모를 찾아서》(영어: Finding Nemo)는 2003년 개봉한 미국의 애니메이션 영화이다. 디즈니＆픽사에서 3DCG로 만든 작품이다. 픽사의 장편 애니메이션 작품으로서는 5번째 작품이 된다. 2004년의 아카데미상에서 장편 애니메이션상을 수상했다.
주인공 니모(영어: Nemo)의 이름은 소설 「해저 2만리」에 등장하는 주인공 네모 선장(Captain Nemo)에서 따온 것이다.

## 줄거리
그레이트 배리어 리프(호주 동북부에 있는 세계 최대의 산호초) 주변에서 살아가는 건 보통 위험한 일이 아니다. 특히 조그만 클라운 피쉬 말린에게는 하루하루가 생존게임의 연속이다. 그런 위험한 환경 속에서 외아들 니모를 키우자니 아빠 물고기 말린의 마음에는 두려움과 걱정이 떠나지를 않는다. 하지만 언제까지나 아들을 집 안에만 꼭꼭 숨겨놓고 키울 수는 없는 일. 드디어 니모가 아빠 품을 벗어나 처음 학교에 등교하는 날, 그는 너무 불안해서 니모를 학교까지 따라가며 행여 아들에게 무슨 일이 생길까봐 온갖 신경을 곤두세운다. 결국 니모가 아빠 말을 안 듣고 보트를 구경하러 절벽 뒤편으로 헤엄쳐 갔다가 갑자기 튀어나온 스쿠버 다이버에게 잡혔을 때, 그 모습을 속수무책 지켜보고 있던 말린은 까무러칠 지경이 된다. 절망감에 사로잡힌 말린은 아들을 찾아 미친 듯이 헤엄쳐 나아가다가 '도리'와 문자 그대로 꽝 부딪친다. 그러나 도움을 자청할 정도로 매우 선량한 블루탱 물고기 도리에겐 딱 한 가지 문제가 있었다. 그녀는 단기 기억 상실증이 있었기에 무슨 일이든 금방 잊어버리고 만다는 것. 이 기묘한 수중 커플은 함께 불가능한 임무를 수행하러 먼 바다로 떠난다.
한편 니모는 시드니 항이 내다 보이는 치과 병원 수족관에 갇히는 신세가 된다. 수조에는 다채로운 캐릭터들이 살고 있는데. 그들의 리더는 '길'이라는 검고 터프한 물고기다. 길 역시 바다에서 잡혀온 물고기로서 다시 바다로 돌아가는 게 그의 꿈이다. 현재 수조에는 그 밖에도 불가사리 피치를 시작으로, 풍선처럼 부풀어오르는 복어 블롯, 거품에 집착하는 옐로 탱 버블스, 결벽증이 심한 로얄 그래머 거글, 강박적인 청소 새우 자크, 유리에 반사된 자기 모습을 쌍둥이 자매 플로라고 굳게 믿고 있는 흑백 줄무늬의 댐즐 피쉬 뎁 이 살고 있다. 니모는 공식적으로 물고기 갱단에 입단하여, 길의 마음 속에 잠자고 있던 탈출의 꿈에 불을 지핀다. 말린과 도리는 상어 트리오 (브루스(거대한 백상아리), 앵커(귀상어), 첨(청상아리): 무식한 육식 기계라는 오명을 벗고 다정한 채식주의 상어로 거듭나기 위한 '5단계 프로그램'을 시작했음), 매력적이지만 치명적인 아귀, 해파리 지뢰밭 등을 거치며, 자신들이 얼마나 엄청난 모험을 감행했는지 깨닫는다. 그들은 또한 푸른 고래, 호주 동부 해류(East Austrailian Current, EAC)의 파도, 돌진하는 바다거북 떼와 조우하고, 굶주린 갈매기들의 공격을 막아내며 가까스로 시드니 항에 이른다. 그들의 모험은 전설적인 것이 되어, 물고기와 새들은 저마다 이 특별한 콤비에 대해 떠들어댄다. 아들을 찾아 대양을 여행하는 이 영웅적인 클라운 피쉬에 대한 소문은 니모의 수족관에까지 전해진다. 니모는 아빠가 자신을 구하러 오고 있다는 소식을 듣고 감격한다. 길의 격려와 아빠에게 돌아가고 싶은 강렬한 열망에 고무된 니모는 과감한 탈출 계획을 세운다. 하지만 시간이 너무 촉박하다. 다음 날이면 니모는 치과의사의 포악한 조카딸 달라의 제물로 끌려갈 판이다. 대책없는 말괄량이 달라는 애완 물고기를 잔인하게 고문해 죽이는 것으로 악명이 높다.
시드니 항에 도착한 말린과 도리는 친절한 펠리컨 '나이젤'의 크나큰 도움을 받는다. 나이젤도 이 용감한 클라운 피쉬에 대한 소문을 익히 들어 알고 있었다. 시간은 촉각을 다투고, 거대한 바다와 수많은 사건들이 아빠와 아들의 재회를 가로막는데...

## 등장 인물
- 말린

꼬치고기 때문에 아내와 가족을 잃은 후에, 그의 유일한 아들인 니모를 직접 홀로 키운다. 아들을 끔찍이 사랑하며 책임감 강한 아버지의 능력. 하지만 가끔은 아들을 과보호하려는 아버지의 활약상과 경향이 있다. 바다를 두려워하지만, 스쿠버 다이버들에게 자신의 아들(니모)이 잡혀가자 아들을 집에 다시 데려오지 않으면 안된다는 생각에 그는 강해지고 용감해지기 시작한다.(말린과 아들 니모의 종류는 클라운 피쉬이며 현재 몬스터 주식회사에서 장난감 물고기로도 등장했다.)
- 도리

자신의 얘기를 하는 것을 좋아하지만, 기억력이 짧아 별로 얘기할 수 없는 것을 아쉽게 생각한다. 아들을 찾아 헤매는 말린을 위해 그와 함께 바다 속의 여행에 도전한다. 그녀의 짧은 기억력이 말린에게는 별 도움이 안되리라 싶지만, 그녀의 긍정적인 사고가 매번 위기를 극복하는 원동력이 된다.(2016년 단독 영화 나옴)
- 니모

호기심 많고 감수성 강한 어린 물고기. 엄마 없이 직접 홀로 니모를 키우는 아빠 '말린'의 과보호 속에서 자란다. 힘없는 지느러미를 갖고 태어났음에도 불구하고 모험을 갈구한다. 그리고 운명은 그를 집에서 멀리 떨어지게 하는데...
- 길

강렬한 개성의 소유자로 붙잡혀 온 니모를 보살펴준다. 같은 치과병원 수족관의 '문제아'로 열대어의 지도자 그도 지느러미가 조금 파였거나 찢어져 있다.(원인불명)
- 블롯
- 피치
- 거글
- 크러쉬

바다 조류를 타고 여행하는 것을 좋아하는 150살 먹은 바다거북. 원래 그 정도 나이 먹은 바다거북은 바다 조류에 몸을 싣는 게 서툴지만, 크러쉬는 다르다. 그는 자손들과 함께 오스트레일리아 동부 조류를 타고 노는 것을 좋아한다. 아들을 찾아 헤매는 말린과 도리를 격려한다.
- 브루스

종류에 상관없이 친구가 되기를 원하는 백상어. 앵커, 첨과 함께 어울리며 이 무리를 이끄는 유쾌한 지도자이다. 동족(물고기)을 먹는 것을 항상 괴로워해서 결국엔 채식주의로 돌아서게 된다. 하지만 도리의 코에서 코피가 나고, 피냄새를 맡게 되어 도리랑 말린을 먹으려다. 결국엔 수중지뢰들이 터지고 만다.
- 나이젤

부리 아랫부분에 큰 주머니를 갖고 있는 펠리컨. 모든 이에게 친절하고 상냥하지만 갈매기하고는 웬수다. 다른 펠리컨들과 함께 돛 위를 어슬렁거리는 것을 좋아한다. 그의 또 다른 즐거움은 수족관에서 다를 물고기들과 함께 치아의 문제를 진단하면서 치과 병원 창문에서 몇 시간 동안 수다 떠는 것.

## 성우

### 원판
- 말린 - 앨버트 브룩스
- 도리 - 엘런 디제너러스
- 니모 - 알렉산더 굴드
- 길 - 윌럼 더포
- 블롯 - 브레드 거렛
- 피치 - 엘리슨 제니
- 거글 - 오스틴 펜들턴
- 크러쉬 - 앤드루 스탠턴
- 브루스 - 배리 험프리즈
- 나이젤 - 제프리 러시
- 뎁 - 비키 루이스
- 레이 - 밥 비터슨
- 달라 - 루루 에빌링
- 첨 - 브루스 스펜스
- 펄 - 에리카 벡
- 치과의사 - 빌 헌터
- 테드 - 조던 랭프트
- 셸던 - 에릭 퍼 설리반
- 스쿼이트 - 니콜라스 버드
- 코랄 - 엘리자베스 퍼킨스
- 앤처 - 에릭 바나

### 우리말 더빙
- 김환진 - 말린
- 김혜미 - 도리
- 장윤환 - 니모
- 강구한 - 길
- 노민 - 블로트
- 함수정 - 피치
- 김관진 - 거글
- 장광 - 크러쉬 / 치과의사
- 장승길 - 나이젤
- 이봉준 - 브루스
- 임은정 - 뎁
- 이호인 - 버블즈
- 박지훈 - 레이 선생님 / 자크
- 송예나 - 달라
- 이인성 - 첨
- 이선 - 코랄
- 서문석 - 앵커
- 유현지 - 펄
- 한선구 - 스쿼트 / 테드
- 유종원 - 쉘던
- 김익태 - 갈매기들

## 평가
미국 개봉에선 첫주 3,374개 개봉관으로부터 7,025만불의 막강한 수입을 기록하며 1위에 올랐는데, 이는 <몬스터 주식회사>의 개봉수입 6,258만불을 앞지른, 역대 만화영화사상 최고의 주말 흥행기록이다. 이로써, 디즈니와 픽사 스튜디오는 1995년 <토이 스토리> 이후 지금까지 자신들이 합작으로 내놓은 5편의 작품이 모두 개봉 주말 1위를 차지하는 진기록을 수립하게 되었다. 특히 미국서 개봉 6주간 벌어들인 총수입은 무려 2억 7,494만불에 달하여, 이는 총수입 2억 7,194만불을 기록 중인 <매트릭스 2>를 앞지른 2003년 여름 개봉작 중 최고의 흥행성적이다. 영화에서 클라운 피쉬의 탁월한 사용은 애완 동물로서의 대량 구입을 자극했다. 영화에는 주제가 있었다. '모든 하수구는 바다를 마주한다.'(니모는 수족관에서 바다에서 끝나는 하수관으로 내려가서 도주한다.) 물이 바다에 내려오기 전에 전형적으로 처리를 하기 때문에 JWC 환경 회사는 영화를 보고선 빈정댔다. 그러나 시드니에서 하수도에 있는 대부분의 물은 별다른 처리 과정 없이 바다로 직접 통과한다.(처리과정이 아주 없다는 말은 아니다.) 게다가 처리장을 통해 가는 니모의 장면이 있었다. 오스트레일리아 관광 사업 위원회(ATC)는 중국과 미국에 있는 '니모를 찾아서'의 영화 클립을 찾아내 호주에 있는 관광 사업을 대다수 개량하기 위하여 시장 활동을 시작했다. 미국 개봉시 평론가들의 반응은 올해 개봉작들 중 최고 수준의 아낌없는 찬사로서 만장일치를 나타냈다. ABC '굿모닝 아메리카'의 조엘 시겔은 다섯 살인 아들과 같이 영화를 보았다면서 "이 영화는 즉시 클래식의 대열에 올랐다. 위대한 애니메이션!"이라고 칭했고, 시카고 선타임즈의 로저 이버트는 이 영화가 코미디와 괴짜스러움을 골고루 섞은 전통적인 픽사 애니메이션일 뿐 아니라 "예상치 못한 아름다움을 지닌 이 영화의 칼라와 형식은 나로 하여금 비록 화면 양끝이 시야에서 잘리더라도 극장 맨앞에 앉아서 관람하고 싶게 만들었다!"고 엄지손가락을 높이 들었으며, 뉴욕 포스트의 루 루메닉은 "모든 연령층에 큰 기쁨을 선사하게 될 재미있고 감동적인 각본과 놀라운 목소리 연기를 지닌, 눈부신 컴퓨터 애니메이션 물고기 동화!"라고 박수를 보냈다. 또, 달라스 모닝 뉴스의 낸시 처닌은 "이 영화는 칼라풀하고 화려하며 위트 넘치는 바닷 속 세계를 전달한다."고 평했으며, 디트로이트 뉴스의 톰 롱은 "인간성에 대한 간단한 시험: 만일 이 영화를 보고도 크게 웃지 않는다면, 당신은 심장대신 배터리를 가지고 있을 것."이라고 농담을 던졌고, 토론토 스타의 대프네 고든은 "디즈니가 최근 몇 년 사이 내놓았던 가장 강력한 작품 중 한 편!"이라고 치켜세우는 등 모든 평론가들은 이 작품에 경의를 표했다. 다만, 일부 평론가들은 이 영화가 우수하기는 하지만 디즈니/픽사의 예전 작품들에는 못미친다는 의견을 내놓았는데, 그 예로 뉴욕 타임즈의 스티븐 홀든은 "시각적 상상력과 복잡한 위트는 이 영화를 픽사의 최고봉인 <토이 스토리> 시리즈와 <몬스터 주식회사> 수준 바로 밑까지 끌어올렸다."고 평했고, 아틀란타 저널-컨스티튜션의 엘레뇨어 링겔 길레스피는 "이 영화는 픽사의 황홀한 전작들- <몬스터 주식회사>와 <토이 스토리> 시리즈-에 비하면 다소 평범해 보인다."고 고백했으며, 필라델피아 인콰이어러의 케리 릭키 역시 "이 영화가 가족영화의 황금 표준이라 할 수 있는 픽사의 전작, <토이 스토리 2>나 <몬스터 주식회사>처럼 대단하지는 않지만, 그래도 시각적으로는 넋을 잃게 만든다."고 의견을 나타내었다.

## 관련 이야기
- 니모는 「몬스터 주식회사」나 「토이 스토리」에 인형으로서 등장하고 있다.
- 이 작품부터 픽사 작품에 꼭 들어가있었던 본편 종료후의 스탭 롤과 함께 흐르는 「NG집」이 없어졌다. 이유는 「개그가 본래 목표였기 때문에」라고.(DVD 해설서 중)
- 니모를 포획한 다이버의 카메라에 A113이라고 쓰여있다.(월-E 참조)
- 진찰실에서 진찰 대기를 하고 있는 아이가 읽고 있는 것은 인크레더블 책.
- 수조의 물고기들이 탈주 계획을 생각하고 있는 장면으로, 도로를 지나가는 비 더 플라넷의 밴[8]이 수 프레임 비친다.
- 흰동가리 무리 안에는 암컷은 1마리만으로, 암컷이 사망했을 경우 등은 남은 무리 중 한 수컷이 암컷으로 성전환, 학술적으로 올바르게 생각하면 산호초가 사라진 시점에서 말린은 암컷이 된다.
- 문화방송의 드라마 대장금이 하고 있던 시점에 '니모를 찾아서'가 개봉했기 때문인지, 대장금 패러디 중 왕 역할이었던 임호를 '니모를 찾아서'에서 바다거북인 '크러쉬'로 바꿔놓은 장면이 보인다. 일명 '임호를 찾아서'.[9]
- 조선민주주의인민공화국에서는 "네모를 찾아서"라는 제목으로 태블릿 컴퓨터에 영어 교재를 목적으로 기본 탑재되어있다.[10]